# Linda Visentin
Linda Visentin (Treviso, 30 aprile 1977) è un'ex ciclista su strada italiana.
Vinse i Campionati del mondo di ciclismo su strada 1995 nella categoria Juniores, fu terza ai Campionati italiani nella prova a cronometro.

## Palmarès
- 1995 (Juniores)

Campionati del mondo, Prova in linea
- 1999

3ª tappa Giro di Pordenone

## Piazzamenti

### Competizioni mondiali
- Campionati mondiali

Tunja 1995 - Cronometro Juniores: vincitrice